# Freehold Borough
Freehold Borough är en kommun (borough) i Monmouth County i delstaten New Jersey i USA. Invånarantalet 2010 var 12 052. Freehold är administrativ huvudort (county seat) i Monmouth County. 
De omgivande stadsdelarna kallas Freehold Township och utgör en egen kommun med 36 184 invånare (2010).
Bruce Springsteen växte upp i Freehold Borough. Hans sång "My Hometown" från albumet Born In The U.S.A. handlar om orten.